# Suracarta
Suracarta is een geslacht van halfvleugeligen uit de familie schuimcicaden (Cercopidae). De wetenschappelijke naam van dit geslacht is voor het eerst geldig gepubliceerd in 1909 door Schmidt.

## Soorten
Het geslacht Suracarta omvat de volgende soorten:
- Suracarta basinotata (Butler, 1874)
- Suracarta satanas Schmidt, 1909
- Suracarta taeniata Schmidt, 1910
- Suracarta torquata (Jacobi, 1905)
- Suracarta tricolor (Le Peletier de Saint-Fargeau & Serville, 1825)